# Катастрофа на ультрамарафоні в Ганьсу
Катастрофа на ультрамарафоні в Ганьсу сталася 22 травня 2021 року. Під час організованого урядом забігу гірською дорогою на 100 км відбулося різке і сильне погіршення погодних умов, внаслідок чого двадцять один спортсмен загинув від переохолодження.
Кількість загиблих перевищила катастрофу під час сплаву на плотах по Янцзи в провінції Сичуань у 1986 році, коли загинуло 10 спортсменів з Китаю та США.

## Передумови

Карта траси.

Змагання передбачало забіг по пересіченій місцевості на 100 км з ночівлею. Маршрут був прокладений вздовж пагорба Міцзяшань у Кам'яному лісі річки Хуанхе — безлісій карстовій місцевості з алювіального пісковика на переході від Лесового плато на півдні до пустелі Тенгрі на півночі. Стартова лінія була розташована на висоті 1595 метрів над рівнем моря, максимальної висоти траса сягяла на третьому контрольному пункті — 2230 м. Найвужча ділянка, на якій знаходилися другий та третій контрольні пункти, недоступна до автомобілів і навіть за найкращих погодних умов звідти треба йти 1–2 години пішки до найближчої дороги. Координатори заходу не призначили ніякого персоналу чи пунктів допомоги на другому і третьому контрольних пунктах. Ще гірше те, що ця ділянка була переважно сліпою зоною для сигналу мобільного зв'язку (про що координатори не знали).
Ввечері перед забігом погода була теплою, і організатор запропонував зібрати призначений для нічного часу теплий одяг бігунів та розмістити ці речі на шостому контрольному пункті (62 км), щоб бігуни могли їх забрати посеред забігу. Але прогноз погоди ввечері напередодні забігу мав би попередити організаторів, що погода буде поганою: о 21:50 напередодні ввечері міський метеорологічний центр оголосив, що протягом наступних 24 годин середня швидкість вітру досягне 5–6 балів за шкалою Бофорта з поривами 7 балів і вище, що супроводжуватиметься пиловою бурею і зниженням температури.
Дехто зі спортсменів чув прогноз і зняв свою кандидатуру з забігу. Але більшість залишилася і дбала, навпаки, про те щоб уберегтися від теплового удару під час бігу. Три попередні роки забіг проходив у сонячну та спекотну погоду, тому більшість бігунів здали свої вітрівки і прийшли у футболках та шортах. Вже під час стартової розминки вони були стурбовані хмарною та вітряною погодою

### Забіг
100-кілометровий забіг розпочався у суботу, 22 травня 2021 року, о 09:00 (за загальнонаціональним пекінським часом). У ньому взяло участь 172 спортсмени.
З 10:30 на третій контрольний пункт, розташований на висоті 2230 м, обрушився холодний фронт, що йшов з Монголії через пустелю Тенгрі.
Середня швидкість вітру сягала рівня 6–7 балів, а пориви — 8–9. Принесених вітром опадів випало 3–5 мм. На третьому контрольному пункті фактична температура о 13:50 впала до 4 °C, за відчуттям до -5 °C. Багато бігунів повідомляли, що йшов град чи крижаний дощ, хоча розслідування дійшло висновку, що це, найімовірніше, була крупа, оскільки град і крижаний дощ навряд би могли відбутися за таких погодних умов.
Частина бігунів вчасно повернула назад. Ті, хто був далеко попереду, потрапили у найгірші погодні умови і намагалися сховатися за скелями, прикрившись від дощу і холоду термоковдрами, але сильний вітер розривав ковдри на шматки. Деякі з передових бігунів заблукали біля вершини на третьому контрольному пункті через туман і зірвані вітром позначки.

## Рятувальна операція

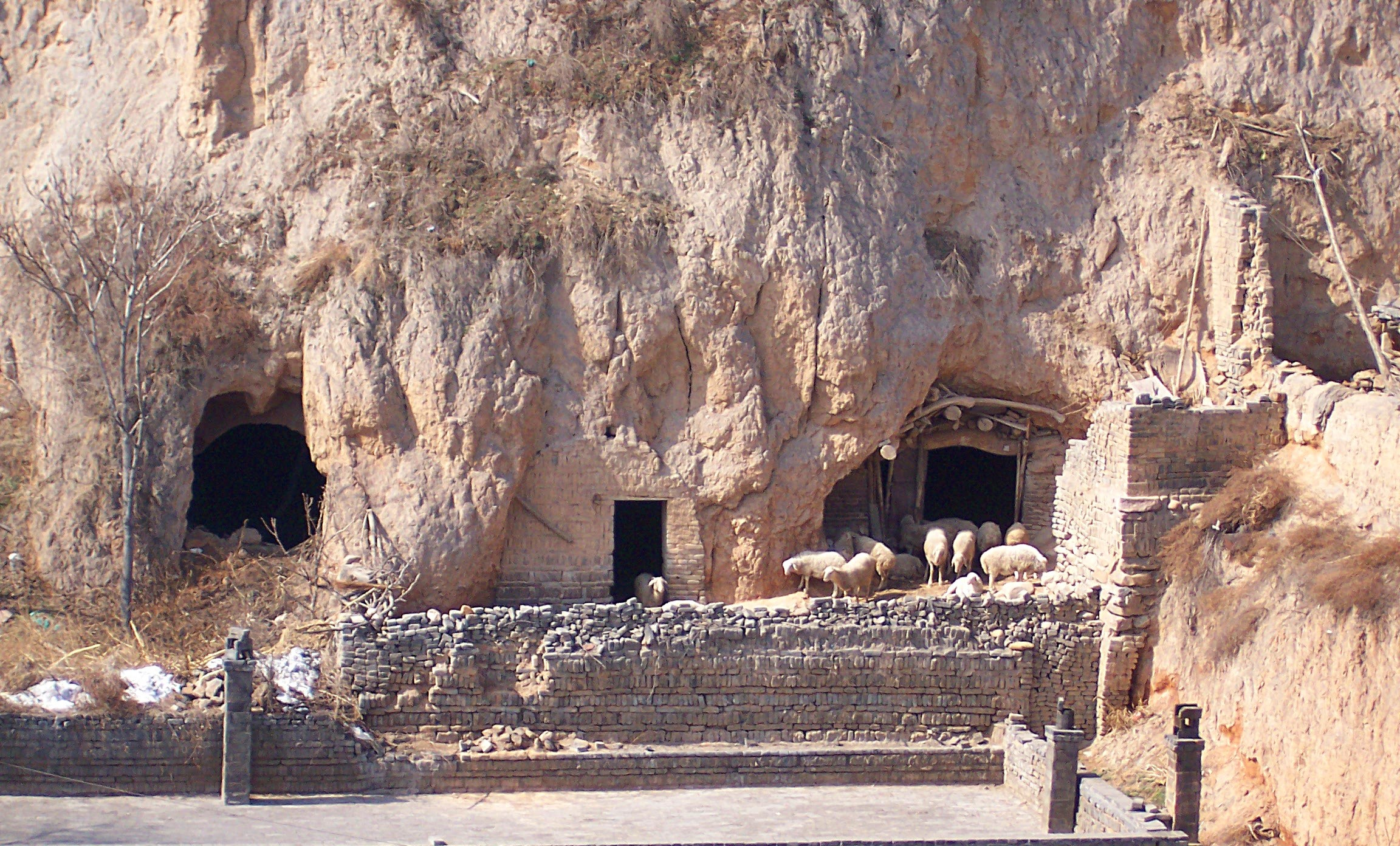
Типовий яодун на Лесовому плато, подібний до того, який використовував пастух Чжу Кемін під час порятунку бігунів.

Організатори забігу, місцева компанія зі спортивного маркетингу, оснастили бігунів GPS-пристроями. Перше повідомлення про лихо було надіслано через GPS о 11:50, але відповіді так і не отримало. О 12:17 надійшло повідомлення через офіційну групу повідомлень у WeChat, о 12:30 було надіслано фотографію десяти бігунів, що тулилися один до одного щоб зігрітися. Погано оснащена приватна пошукова група Blue Sky Rescue, яка знаходилася на стартовій лінії, вирушила до ділянки між другим і третім контрольними пунктами. Близько 14:00 вони допомогли 18 бігунам, ще здатним самостійно ходити, дістатися будиночка біля підніжжя.
Першим прийшов на допомогу спортсменам місцевий пастух Чжу Кемін (кит.: 朱可铭). Його вівці продовжували пастися на пагорбі Міцзяшань, незважаючи на погану погоду, і близько 13:00 він помітив постраждалих спортсменів, деякі з яких вже втратили свідомість від переохолодження. Він врятував шістьох, принісши їх до своєї печери. Пізніше він знайшов неподалік від своєї печери ще трьох мертвих бігунів.
О 14:30 адміністрація кам'яного лісу Хуанхе зателефонувала меру міста Чжунцюань з короткою вказівкою: «Нам потрібно доставити зимові припаси спортсменам». Цю неоднозначну вказівку передали до села Чаншен, найближчому до підніжжя. Мешканці села дізналися про катастрофу лише о 16:42, коли пастух Чжу Кемін зумів вийти зі сліпої зони мобільного зв'язку та зателефонувати, щоб повідомити про загибель двох бігунів. Мешканець села Чжу Ваньвень (朱万文), який мав мотоцикл, виїхав близько 16:00і близько 18:00–19:00 врятував бігуна, в якого йшла піна з рота. Ще шістдесят чоловіків з Чаншена, переважно віком близько 50 років, піднялися пішки до третього контрольно-пропускного пункту приблизно у 20:00.
О 15:34 місцевий житель зателефонував до Центру екстреної допомоги префектури Байїнь. Пожежники округу Цзінтай, що базувалися за 33 км, вирушили до гори о 16:21, прибули до доступного для автомобілів четвертого контрольного пункту близько 17:45 і пішки дісталися до третього контрольного пункту близько 21:00. На той момент їхня робота вже здебільшого полягала в евакуації тіл. Хоча пожежники мали з собою тепловізійні дрони та радар, вони кілька разів губилися в темряві та покладалися на поради жителів села. Селяне, які принесли з собою теплий одяг та постільну білизну, були більш корисними для бігунів, що страждали від переохолодження. Пожежники не були навчені виявляти переохолодження, не мали при собі необхідного спорядження і не намагалися проводити серцево-легеневу реанімацію бігунам, які «виглядали мертвими».

## Жертви
Загалом загинув 21 бігун (18 чоловіків та 3 жінки), ще 8 отримали травми. Усі загиблі були в лідируючій групі. Коли настав холодний фронт, лідируюча група була біля вершини на третьому контрольному пункті та стояла проти вітру на відкритому повітрі
,тоді як набагато повільніші бігуни, переважно жінки, не потрапили під холодний фронт.. Четвертого контрольного пункту дісталися лише четверо зі 172 бігунів, що значно відставали від лідируючої групи.
До 19:00 33 особи все ще вважалися зниклими безвісти, близько 22:00 було підтверджено смерть понад 10 осіб. О 3:00 23-го числа командний центр рятувальних робіт підтвердив, що 16 з решти 21 учасника загинули, а 5 зникли безвісти. Згодом кількість загиблих учасників зросла до 20, а о 9:10 23-го числа було знайдено тіло останньої жертви.
Серед жертв були Лян Цзін — рекордсмен китайського 12-годинного ультрамарафону, Хуан Гуаньцзюнь — переможець марафону для людей з вадами слуху 10-х Національних Паралімпійських іграх та 7-й Спеціальній Олімпіаді та деякі інші відомі спортсмени.

## Наслідки
Катастрофа викликала обурення громадськості, причому більша частина провини була покладена на організаторів. Були порушені питання щодо відсутності планування на випадок надзвичайних ситуацій Кількість жертв та смерть деяких відомих бігунів привернули увагу міжнародних новин.
З 2 червня 2021 року Спортивна адміністрація Китаю призупинила всі спортивні заходи високого ризику, зокрема біг по гірських та пустельних стежках, біг на наддовгі дистанції та польоти у вінгсьютах.
Лі Цзуобі (李作璧) — секретар Комуністичної партії округу Цзінтай і найвищий посадовець округу — 9 червня 2021 року скоїв самогубство, стрибнувши з високої будівлі. Це викликало широке обговорення щодо того, чи не зробили його цапом-відбувайлом у і привернуло увагу до ширшої культури самогубств китайських комуністичних чиновників.
Кілька осіб було засуджено до тюремного ув'язнення. Суд у Байїні виніс п'ятьом організаторам заходу терміни ув'язнення від трьох до п'яти з половиною років, визнавши їх винними в «організації масштабного заходу, що призвів до значного інциденту, пов'язаного з безпекою». Крім того, у столиці провінції Ланьчжоу один урядовець отримав чотири роки і десять місяців за невиконання службових обов'язків та хабарництво, інший був засуджений до трьох з половиною років виключно за невиконання службових обов'язків. Всього внутрішні дисциплінарні стягнення застосували до 31 особи, здебільшого у формі штрафів.